# Rosi Campos
Rosângela Martins Campos (Bragança Paulista, 30 de março de 1954), mais conhecida como Rosi Campos, é uma atriz, roteirista, produtora e diretora brasileira. Ela chegou à fama na década de 1990 com o papel de Tia Morgana Stradivarius no seriado Castelo Rá-Tim-Bum. É vencedora de inúmeros prêmios, incluindo um Prêmio APCA e um Prêmio Shell, além de ter recebido indicação para um Prêmio Extra.

## Biografia
Em 1973, Rosi faz sua estreia nas telenovelas da Rede Globo, onde mais tarde viria a se tornar seus trabalhos mais conhecidos. Neste ano realizou uma participação especial em Cavalo de Aço. Três anos mais tarde, em 1976, integra o elenco de O Casarão e em 1980 interpreta Aline na novela Chega Mais.
Durante os anos 1980, Rosi se dedicou mais ao seu trabalho no teatro, realizando apenas pequenas participações na televisão. Em 1985, foi para o grupo "Ornitorinco", onde atuou por mais cinco anos. A atriz sempre trabalhou em comédias e musicais. Em 1989, criou o "Circo Grafiti". O grupo trabalhou principalmente com musicais, e recebeu 17 prêmios com a peça Você Vai Ver O Que Você Vai Ver. Com o mesmo grupo, produziu: Almanaque Brasil e Gato Preto. Fez ainda a peça Ela Pensa Que É Normal, em que foi indicada para o Premio de Melhor Atriz, pelo APET. Participou ainda de diversas outras peças, como Fantasia de Fedra Furor, As Sereias da Zona Azul, Ubu, Pholias Phísicas, Pataphísicas e Musicais.
Em 1989, a atriz se transferiu para o SBT participando da novela Cortina de Vidro. No ano seguinte interpretou Clarisse em Brasileiras e Brasileiros. Quatro anos mais tarde, 1994, fez uma participação especial em Éramos Seis, interpretando a cantora Paulette. Ainda em 1994, Rosi apresentou o Telecurso 2000 e estreou a série Castelo Rá-Tim-Bum, onde interpretou a personagem mais lembrada de sua carreira, Tia Morgana. A série foi ao ar de maio de 1994 até dezembro de 1997 na TV Cultura.
Sua carreira de atuação no cinema conta com grandes produções nacionais onde interpretou grandes personagens. Dentre os filmes de maior repercussão, estão: Castelo Rá-Tim-Bum, O Menino da Porteira, Chico Xavier, Crô em Família, etc.
O ano de 1995 marcou o retorno de Rosi à teledramaturgia da TV Globo e a atriz passou a participar de diversas produções. Em Cara & Coroa, 1995, interpretou a divertida Margot/Regininha, melhor amiga da protagonista Vivi, interpretada por Christiane Torloni.
Em 1996 interpretou a confeiteira Deyse Menezes em Salsa e Merengue, primeira novela de autoria de Miguel Falabella. Em 1998 participou da novela Meu Bem Querer como a empregada da personagem de Marília Pêra e da minissérie Hilda Furacão em uma ótima parceria com Ana Paula Arósio. Em 1999 integra o elenco de Vila Madalena.
Em Da Cor do Pecado, novela de João Emanuel Carneiro em 2004, Rosi deu vida à sua maior personagem em novelas, a divertida Mamuska. Na trama, ela interpretava a matriarca da família Sardinha e era super protetora de seus cinco filhos: Apolo (Reynaldo Gianecchini), Ulisses (Leonardo Brício), Thor (Cauã Reymond), Dionísio (Pedro Neschling) e Abelardo (Caio Blat).
Em 2005 teve destaque no grande sucesso América, de Glória Perez. Em 2006, participou da segunda versão de O Profeta. Em 2007, Rosi Campos apresentou-se na capital paulista, na peça Mãos ao Alto, São Paulo.
Em 2008 esteve na pele da jornalista Tuca em A Favorita, novela "das 8", repetindo parceria com João Emanuel Carneiro. Em 2009 esteve em Cama de Gato, como Genoveva.
A atriz deu vida à personagem Zélia Fonseca em Babilônia, novela do horário nobre, escrita por Gilberto Braga em 2015, sendo uma manicure alto astral, mãe de Karen (vivida por Maria Clara Gueiros)
Em 2016, Rosi destacou-se na pele da divertida Eponina em Êta Mundo Bom!, novela das seis horas de Walcyr Carrasco, sendo bastante elogiada por sua atuação ao lado de Elizabeth Savalla, Camila Queiroz, Dhu Moraes e Ary Fontoura. Em 2018, atua na novela O Tempo Não Para , uma trama "das 7", na pele da matriarca Augustina Sabino Machado, uma das protagonistas da novela, par romântico de Dom Sabino Machado, personagem de Edson Celulari.
Em 2019, Rosi regressa ao horário nobre à convite do autor Walcyr Carrasco para integrar o núcleo cômico da telenovela A Dona do Pedaço, onde fez par romântico com Marco Nanini e atuou ao lado de atores consagrados da teledramaturgia brasileira, como Betty Faria, Suely Franco e Ary Fontoura.

## Vida pessoal
Rosângela Martins Campos nasceu na cidade paulista de Bragança Paulista, em 30 de março de 1954. É jornalista, formada pela Escola de Comunicações e Artes da Universidade de São Paulo (ECA). Além de atriz, Rosi também é produtora, roteirista, diretora e administradora.
Atuou por cinco anos na assessoria de imprensa da Som Livre. Em seguida, Rosi Campos enveredou pela carreira artística. Dentro da ECA, onde estudou, havia um grupo de teatro, chamado "Geteca", no qual trabalhou. Depois entrou para o grupo Mambembe, onde ficou por cinco anos.

## Filmografia

### Televisão
| Ano           | Título                    | Personagem                             | Notas                                    |
| ------------- | ------------------------- | -------------------------------------- | ---------------------------------------- |
| 1973          | Cavalo de Aço             | Garota                                 | Participação Especial                    |
| 1976          | O Casarão                 | Ivete Mendes                           |                                          |
| 1980          | Chega Mais                | Aline                                  |                                          |
| 1986          | Roda de Fogo              | Miriam                                 |                                          |
| 1989          | Cortina de Vidro          | Jussara                                |                                          |
| 1990          | Rá-Tim-Bum                | Fada Malvina                           | Episódio: "A Bela Adormecida"            |
| 1990          | Brasileiras e Brasileiros | Clarisse                               |                                          |
| 1992          | Mundo da Lua              | Enfermeira Frida                       | Episódio: "A Mosca e o Zumbi"            |
| 1993          | Retrato de Mulher         | Diva                                   | Episódio: "Era Uma Vez...Dulcinéia"      |
| 1994          | Éramos Seis               | Paulette                               |                                          |
| 1994–97       | Castelo Rá-Tim-Bum        | Morgana Stradivarius                   |                                          |
| 1995          | Telecurso 2000            | Cida                                   |                                          |
| 1995          | Cara & Coroa              | Margot da Conceição Santos / Regininha |                                          |
| 1996          | Salsa e Merengue          | Daisy Menezes                          |                                          |
| 1997          | Sai de Baixo              | Karen                                  | Episódio: "Cadê Minha Mala?"             |
| 1998          | Hilda Furacão             | Maria do Socorro (Maria Tomba Homem)   |                                          |
| 1998          | Meu Bem Querer            | Jorgete                                |                                          |
| 1999          | Vila Madalena             | Marinalva                              |                                          |
| 2000          | Ô... Coitado!             | Dona Jacinta                           | Episódio: "Filórela: A Gata Borralheira" |
| 2002          | Desejos de Mulher         | Marlene Motta                          |                                          |
| 2003          | A Casa das Sete Mulheres  | Consuelo                               |                                          |
| 2003          | Linha Direta              | Úrsula Maria das Virgens Cabral        | Episódio: "A Fera de Macabu"             |
| 2003          | A Grande Família          | Roberta Dinamite                       | Episódio: "Família Apaixonada"           |
| 2004          | Da Cor do Pecado          | Edilásia Sardinha (Mamuska)            |                                          |
| 2005          | América                   | Mercedes Gimenez                       |                                          |
| 2005          | Qual É, Bicho?            | Dona Pequena                           | Episódio: "Gente Grande é Outra Coisa"   |
| 2006          | A Diarista                | Celina Borges                          | Episódio: "Aquele da Copa"               |
| 2006          | Carga Pesada              | Rosa                                   | Episódio: "Reencontro às Cegas"          |
| 2006          | O Profeta                 | Rúbia da Silva (Madame Rúbia)          |                                          |
| 2007          | A Grande Família          | Vera                                   | Episódio: "Só Podia Ser Mulher"          |
| 2008          | A Favorita                | Tereza Baterfer (Tuca)                 |                                          |
| 2009          | Cama de Gato              | Genoveva Amâncio (Genô)                |                                          |
| 2010          | As Cariocas               | Penélope                               | Episódio: "A Traída da Barra"            |
| 2011          | Insensato Coração         | Haidê Batista                          |                                          |
| 2012          | Dercy de Verdade          | Bita Gonçalves                         |                                          |
| 2012          | Amor Eterno Amor          | Teresa Guimarães                       |                                          |
| 2012          | Salve Jorge               | Dona Cacilda                           |                                          |
| 2013          | Joia Rara                 | Miquelina Vidal Pacheco Leão           |                                          |
| 2014–16       | Lili, a Ex                | Regina Bernardes (Gina)                |                                          |
| 2015          | Babilônia                 | Zélia Fonseca                          |                                          |
| 2016          | Êta Mundo Bom!            | Eponina Pereira Martinho               |                                          |
| 2017          | Tempo de Amar             | Madame Urânia                          | Episódios: "5–6 de outubro"              |
| 2018          | Tá no Ar: a TV na TV      | Morgana Stradivarius                   | Episódio: "10 de abril"                  |
| 2018–19       | O Tempo Não Para          | Agustina Sabino Machado                |                                          |
| 2019          | A Dona do Pedaço          | Dorotéia de Souza Macondo (Dodô)       |                                          |
| 2022          | No Mundo da Luna          | Cecília Lovari                         |                                          |
| 2023          | A Sogra que te Pariu      | Mirtes                                 |                                          |
| 2023          | No Corre                  | Fafá                                   |                                          |
| 2023–presente | Morgana & Celeste         | Morgana Stradivarius                   |                                          |
| 2024–presente | A Caverna Encantada       | Shirley Ramos                          |                                          |
| 2025          | Mundo da Lua              | Ana Rosa / Morgana Stradivarius        | Episódio: "Bum Bum Bum"                  |

### Cinema
| Ano            | Título                                                | Personagem                 | Notas          |
| -------------- | ----------------------------------------------------- | -------------------------- | -------------- |
| 1988           | Lua Cheia                                             | —                          |                |
| 1988           | A Mulher do Atirador de Facas                         | Vendedora                  | Curta-metragem |
| 1990           | Real Desejo                                           | —                          |                |
| 1992           | Oswaldianas                                           | Faxineira                  |                |
| 1994           | Amor!                                                 | Dona do Bordel             | Curta-metragem |
| 1994           | A Causa Secreta                                       | Secretária                 |                |
| 1996           | Olhos De Vampa                                        | —                          |                |
| Flores Ímpares | Rosa                                                  | Curta-metragem             |                |
| 1997           | Ed Mort                                               | Wanda                      |                |
| 1997           | O Amor Está no Ar                                     | Verônica de Jesus          |                |
| 1998           | O Cineasta da Selva                                   | Narradora                  | Documentário   |
| 1999           | Castelo Rá-Tim-Bum - O Filme                          | Morgana Stradivarius       |                |
| 2001           | Avassaladoras                                         | Lúcia                      |                |
| 2006           | Tapete Vermelho                                       | Maria                      |                |
| 2008           | Carmo                                                 | Serrana de Jesus Feliciano |                |
| 2008           | Visitando o Castelo                                   | Dona Morgana               |                |
| 2009           | O Menino da Porteira                                  | Filoca                     |                |
| 2010           | Chico Xavier                                          | Dona Cleide                |                |
| 2011           | Família Vende Tudo                                    | —                          |                |
| 2014           | Causa e Efeito                                        | Médium                     |                |
| 2014           | A Grande Vitória                                      | Diretora Célia             |                |
| 2015           | Bem Casados                                           | Suely                      |                |
| 2015           | Estro                                                 | Analista                   | Curta-metragem |
| 2016           | Os Sonhos de Um Sonhador - A História de Frank Aguiar | Zulmira                    |                |
| 2016           | Anita                                                 | Tia Joana                  |                |
| 2017           | Eu Te Levo                                            | Marta                      |                |
| 2018           | Crô em Família                                        | Almerinda Passos           |                |
| 2021           | Amigas de Sorte                                       | Rita                       |                |
| 2023           | Fervo                                                 | Lúcia                      |                |
| 2023           | A Casa da Árvore                                      | Neide                      | [ 17 ]         |

## Teatro
| Ano  | Título                                             |
| ---- | -------------------------------------------------- |
| 1978 | A Farsa de Inês Pereira                            |
| 1979 | A Noite dos Assassinos                             |
| 1980 | Foi Bom, Meu Bem?                                  |
| 1981 | Cala Boca já Morreu                                |
| 1982 | Bella Ciao                                         |
| 1983 | Círculo de Cristal                                 |
| 1985 | Ubu, Pholias Phísicas, Pataphísicas e Musicaes     |
| 1987 | Teledeum                                           |
| 1989 | Você Vai Ver o Que Você Vai Ver                    |
| 1993 | Almanaque Brasil                                   |
| 1994 | Clarispectros de Nós                               |
| 1994 | Cegonha Avião... Mentira Não!                      |
| 1994 | No Tempo da Apoteose                               |
| 1997 | Cegonha Avião... Mentira Não!                      |
| 1995 | Fantasia de Fedra Furor                            |
| 2001 | As Sereias da Zona Azul                            |
| 2002 | O Gato Preto                                       |
| 2003 | É O Bicho! A Ordem Natural das Coisas              |
| 2004 | Alô, Alô, Terezinha!                               |
| 2006 | A Saga da Bruxa Morgana: o Enigma do Tempo         |
| 2007 | Mãos ao Alto, São Paulo!                           |
| 2009 | Cegonha Avião... Mentira Não!                      |
| 2009 | Se Casamento Fosse Bom... (direção)                |
| 2011 | Cabaret Luxúria                                    |
| 2011 | O Fantasma da Máscara (direção)                    |
| 2012 | A Saga da Bruxa Morgana e da Família Real          |
| 2013 | La Mamma                                           |
| 2014 | Terceiro Sinal                                     |
| 2015 | Menopausa                                          |
| 2015 | Hamlet ao Molho Picante                            |
| 2017 | Ubu Rei                                            |
| 2018 | A Bruxa Morgana Contra o Infalível Senhor do Tempo |
| 2018 | O Louco e a Camisa                                 |
| 2020 | Cadeia Alimentar                                   |
| 2022 | A Flor do Meu Bem-Querer                           |
| 2023 | O Vison Voador                                     |

## Prêmios e indicações
| Ano  | Associações                               | Categoria                                   | Nomeações                                                            | Resultado | Ref.   |
| ---- | ----------------------------------------- | ------------------------------------------- | -------------------------------------------------------------------- | --------- | ------ |
| 1986 | Prêmio APCA                               | Melhor Atriz — Teatro                       | Ubu, Folias Physicas, Pataphysicas e Musicaes                        | Venceu    | [ 24 ] |
| 1986 | Prêmio APETESP de Teatro                  | Melhor Atriz                                | Ubu, Folias Physicas, Pataphysicas e Musicaes                        | Venceu    | [ 24 ] |
| 1989 | Prêmio APET de Teatro                     | Melhor Atriz                                | Ela Pensa Que É Normal                                               | Venceu    |        |
| 1989 | Prêmio Shell                              | Melhor Atriz                                | Você ai Ver o Que Você vai Ver                                       | Venceu    |        |
| 1995 | Prêmio APCA de Televisão                  | Melhor Atriz Coadjuvante — Televisão        | Cara & Coroa                                                         | Venceu    |        |
| 2000 | Prêmio Panamco do Teatro Infantil e Jovem | Revelação em Direção Teatral                | A Extraordinária Fábula do Incrível Ataque de Mr. Bug e seus Insetos | Indicado  | [ 25 ] |
| 2004 | Prêmio Globo de Melhores do Ano           | Melhor Atriz Coadjuvante                    | Da Cor do Pecado                                                     | Indicado  |        |
| 2004 | Troféu Leão Lobo                          | Melhor Atriz Coadjuvante                    | Da Cor do Pecado                                                     | Indicado  | [ 26 ] |
| 2005 | Prêmio Contigo! de TV                     | Melhor Atriz Coadjuvante                    | Da Cor do Pecado                                                     | Indicado  |        |
| 2005 | Festival de Curtas em Santos              | Prêmio Lilian Lemmertz (Conjunto da Obra)   | —                                                                    | Venceu    | [ 27 ] |
| 2011 | Prêmio FEMSA de Teatro Infantil e Jovem   | Melhor Direção                              | O Fantasma da Máscara                                                | Indicado  | [ 28 ] |
| 2012 | Troféu Top of Business                    | Destaque do Ano — Melhor Atriz em Televisão | Amor Eterno Amor                                                     | Venceu    | [ 29 ] |
| 2012 | Prêmio FEMSA de Teatro Infantil e Jovem   | Melhor Atriz                                | A Saga da Bruxa Morgana e a Família Real                             | Venceu    | [ 30 ] |
| 2013 | Prêmio Qualidade Brasil                   | Melhor Atriz Teatral Comédia                | La Mamma                                                             | Indicada  | [ 31 ] |
| 2018 | Prêmio Extra de Televisão                 | Melhor Atriz Coadjuvante                    | O Tempo Não Para                                                     | Indicado  | [ 32 ] |
| 2018 | Prêmio The Brazilian Critic               | Melhor Atriz Coadjuvante em Telenovela      | O Tempo Não Para                                                     | Indicado  | [ 33 ] |
| 2022 | Festival Sesc Melhores Filmes             | Melhor Atriz Nacional                       | Amigas de Sorte                                                      | Indicado  | [ 34 ] |